# 陳屈
陳屈（日语：チェン・チュー，1986年11月6日—）是日本華人藝人、女子團體SDN48的前成員。中華人民共和国遼寧省瀋陽市出身。Horipro所屬。日本的藝名是以漢語發音為表記。

## 来歴
- 11歳的時候在舞蹈的専門学校入学。4年後，參加大連國際流行表演的開幕式。
- 作為中國「大連歌舞團」的一員活動中，被Horipro物色，2002年2月初次來日。
- 2004年1月居住在日本。
- 2009年8月，為SDN48的活動開始。
- 2011年6月、於讀賣電視台節目『たかじんのそこまで言って委員会』中以外國人的身份參與演出。
- 2012年3月31日，在NHK大廳舉行的『SDN48 演唱會「NEXT ENCORE」 in NHK大廳』中與SDN48仝員一同畢業。
- 2013年3月31日、於AKB48劇場裡進行的SDN48特別公演中、宣佈將會與一般男性結婚。
- 2015年3月31日宣佈從藝能界引退。

## 人物
- 2011年5月26日在姊妹團體中唯一的外國籍成員。但是，3期生有韓国出身的シヨン加入使她不是團體唯一的外國籍成員，但中國出生的成員是只有陳屈。
- 興趣・特技是舞蹈、柔軟、音樂、電視、漫画。
- 2011年時，是SDN48成員中身高最高的[1]。

## 参加曲

### 單曲CD選抜曲
SDN48名義
- GAGAGA
- 孤獨的跑者

Under Girls A名義
- 天國之門在第3次的打開

### 劇場公演小組曲
SDN48 1st Stage「誘惑的吊襪帶」公演
1. Saturday night party
2. All In

## 出演

### 電視劇
- 我的老大，我的英雄（2006年7月8日 - 9月16日、日本電視台）フェイ・リン （页面存档备份，存于） 飾演 （レギュラー）
- 水戸黄門 第37部 第9話「異国の娘が抱いた謎・男鹿」（2007年6月4日、TBS）小夜（明鈴） 飾演
- Yuming Films〜映画になったユーミンソングス〜（2007年12月29日、NHK綜合）
- だんだん （2008年11月2日 - 、NHK綜合） - 飾演 中国留学生。第6週登場。
- OL日本第5話（2008年11月5日、日本電視台）- 飾演 メイメイ

### CM
- 東芝 一般企業廣告商品全般（中国）
- 永谷園
  - 松茸の味 お吸いもの 「うなぎ」篇、「海鮮丼パーティー」篇（2003年7月、11月）
  - 廣東風かに玉 「そんなときは、かに玉」篇
  - 麻婆春雨 「そんなときは、麻婆春雨」篇（2005年7月）
  - あなた好みの麻婆豆腐 「大人も子供も」篇（2005年9月）
  - ブナピー玉子 「私みたい」篇（2006年4月）
  - 煮込みラーメン 「子供も大喜び」篇（2006年9月）

### 廣播
- ON8（2010年1月4日、bayfm）
- おしゃべりやってまーす 第4放送（K'z Station：2011年5月 - ）

### 活動
- ♥サマーパーティー♥ホリプロ50周年記念!!及びBS-TBS開局10周年記念アイドル50人大集合!!（2010年8月24日、赤坂BLITZ）

## 書籍
- イージーチャイニーズ 3語でしゃべる中国語（2008年7月、學習研究社）ISBN 978-4054038059

### 新聞
- 讀賣新聞 夕刊（2006年10月12日）大家的質問箱

## 備註
1. ↑  包含姊妹團體身高最高是SKE48研究生的井口栞里（174cm）。

## 外部連結
- SDN48公式介紹
- HORIPRO SQUARE 演員檔案 女性藝人 陳屈
- 陳屈官方部落格「陳屈的單身赴任日記!」Powered by Ameba （页面存档备份，存于）（2010年2月8日 - ）
- 陳屈 官方部落格 （页面存档备份，存于） (GREE)
- 陳屈 (chen_qu)的X（前Twitter）